# Eunausibius elongatus
Eunausibius elongatus es una especie de coleóptero de la familia Silvanidae.

## Distribución geográfica
Habita en Brasil.